# Вологас I од Партије
Вологас I или Вологаз I (грч. Βολογέσης, пар. 𐭅𐭋𐭂𐭔 Walagash; 25 — 78) је био шаханшах Партије (51—78). Владавину му је обележио рат са Римом око Јерменије.

## Порекло и долазак на власт
Вологас се родио 25. године као син Вонона, краља Атропатене и брата партског шаханшаха Артабана II, и конкубине грчког порекла. Вонон и Артабан припадали су династији Арсакида преко мајке, иначе кћерке шаханшаха Фраата IV. Није тачно разјашњено њихово порекло по мушкој линији: припадали су племству Даха или династији краљева Атропатене. По изумирању Артабанове гране династије 51. године, Вонон је преузео партски престо, а Вологас је дошао на власт после његове смрти исте те године. Вологас је за краља Атропатене поставио свог брата Пакора, настојећи да Јерменију обезбеди другом брату Тиридату, одакле је потекао његов сукоб са Римом.

## Први поход у Јерменију и побуна Вардана II
Користећи сукобе у Јерменији међу самом краљевском породицом, Вологас је 53. године напао ову римску клијент-државу постављајући за краља свог брата. Међутим, зимска епидемија и унутрашњи проблеми у Партском царству приморали су га да 54. године повуче војску. Тиридата је потом потиснуо дотадашњи краљ Радамист и строго казнио јерменске градове који су се били предали Парћанима. Истовремено, 54. или 55. године, против Вологаса се побунио његов најстарији син Вардан, прогласио се за шаханшаха и освојио Екбатану и Селеукију. Нашавши се у незавидном положају, Вологас је био спреман да пошаље у Рим као таоце најугледније чланове династије Арсакида, да би спречио рат. Међутим, изгледа да до тога није дошло јер римски официри на истоку нису били сложни око прихватања истих. Како римска војска није била спремна за деловање, Вологасу је то дало довољно времена да победи узурпатора, најкасније 58. године.

## Други и трећи поход у Јерменију
Године 58. Римљани предвођени Домицијем Корбулом напали су Јерменију, где је после Радамистове смрти на власт поново дошао Тиридат. Како Вологас, заузет побуном у Хирканији и упадима народа Даха и Сака из средње Азије, није могао да му помогне у довољној мери, Тиридат је 59. или 60. године био приморан да побегне из Јерменије. Збачени јерменски краљ је потом упао у пограничне области своје бивше краљевине, али је био потиснут. Године 61. проримски јерменски краљ Тигран VI напао је Адијабену, партску вазалну државу. Тиридатов притисак и позив у помоћ адијабенског краља Монобаза II натерали су опрезног Вологаса да заузме агресивнији став према западном суседу. Пошто је склопио какав такав мир са побуњеном Хирканијом, која је пре тога Римљанима била понудила савез, на свом двору је лично крунисао Тиридата за краља Јерменије.
Уследила је жестока офанзива против Тиграна VI. Партска војска предвођена Монесом продрла је до Тигранокерте и опсела је. Вологас се приближавао граду кад му је стигла понуда примирја од Корбула. Желећи да оконча опсаду која се одужила, шаханшах је пристао на споразум по коме су и римска и партска војска биле обавезне да се повуку из Јерменије. Пошто Вологасово изасланство послато у Рим није успело да склопи мир, борбе су настављене у пролеће следеће године. Вологас је планирао да нападне Сирију, али је одустао од тога када је Корбуло је прешао Еуфрат и ушао на територију Партског царства. Не желећи да уђе у директну битку са Корбулом, шаханшах је са великом војском напао римске јединице Луција Цезенија Пета у Јерменији. Партски владар је на овај начин смањио притисак римских снага на своју земљу, пошто је Корбуло био приморан да пошаље свом колеги помоћ. Вологас је у Јерменији поразио Пета у више сукоба и потиснуо га све до Рандеје, где му је нанео и најтежи пораз. Како се његова породица нашла опседнута у Арсамосати, а Вологасов притисак се све више повећавао, римски заповедник је понудио преговоре. Заустављање ратних операција је наводно дошло у последњем тренутку за Парћане, чије су залихе намирница биле на измаку.

## Мир са Римом
Постигнути споразум био је понижавајућ за Римљане, који су по његовим одредбама морали да напусте Јерменију и да Парћанима предају утврђења и залихе хране. Чак је било договорено и да изграде мост на реци Арсанијас преко кога је касније Вологас тријумфално прешао на слону. Са своје стране, Вологас је дозволио мирно повлачење Римљана из Јерменије и обавезао се да ће послати изасланике у Рим. Потом је уследио договор и између шаханшаха и Корбула по коме су се римске снаге повукле са леве стране Еуфрата, а партске из Јерменије, у којој је на власти поново био Тиридат. Партски изасланици поново су дошли у Рим, али су принцепс и Сенат одлучили да се рат настави. У пролеће 63. године, Корбуло је са четири легије поново ушао у Јерменију. Вологас и Тиридат нису били спремни за борбу са оволиком војном силом, али за даљи рат није био расположен ни сам римски генерал увиђајући све његове тешкоће. Пре него што су две војске ступиле у борбу, дошло је до мировних преговора. Корбуло и Тиридат су се састали у Рандеји, где је склопљен споразум. Одредбама споразума римски цар је од сада једино имао право да поставља краља Јерменије, а Тиридат је требало да лично оде у Рим на верификацију споразума. Вологас је прихватио ове одредбе, а Тиридат је посетио Рим где је 66. године био и званично признат за краља Јерменије од стране цара Нерона. На тај начин је јерменски престо био обезбеђен партској династији Арсакида, али под римском врховном влашћу. Мир склопљен између два царства трајао је око педесет година.
Од тог тренутка шаханшах је са Римским царством одржавао срдачне односе. Према Светонију, славио је успомену на Нерона годинама након његове смрти. У Години четири цара 69. године понудио је Веспазијану помоћ од 40.000 стрелаца на коњима против Вителија. Пошто је Веспазијан победио у грађанском рату, веровао је да су односи са Римским царством постали готово савезнички. Међутим, да то није тако схватио је када Веспазијан није одговорио његовим молбама за помоћ против Алана који су опустошили Атропатену и Јерменију.

## Основне црте владавине
Осим проблема односа са Римом, коме припада централно место Вологасове владавине, она је још била обележена и побуном Хирканије, коју Вологас никако није успео да врати под своју власт, нарочито пошто је иста ступила у савез са Аланима. На унутрашњем политичком плану, сви његови покушаји да централизује Партско царство нису дали резултата.
Вологасову владавину обележио је и излазак из огромног хеленистичког културног утицаја. На његовим кованицама приказивала су се персијска божанства уместо дотадашњих грчких. Поред тога, шаханшах је престао употребљавати грчки језик као службени и заменио га партским, заснованим на арамејском. Чак је и приступио мењању дотадашњих грчких имена партских градова. Основао је и град Валашабад, у непосредној близини Ктесифона. Вологас представља једну од важних личности у зороастризму. Шаханшах је наложио је да се сакупе фрагменти Авесте, зороастристичких светих књига, који су били изгубљени после Александровог освајања Персије, али да се исте и допуне. Наиме, захтевао је и да се запишу и делови Заратустриног учења који претходно нису били записани, већ су само усмено преношени.

## Смрт и наслеђе
Вологас је умро 78. године. Ситуација у последњим годинама његове владавине и после његове смрти је нејасна. На престолу га је наследио његов савладар из последњих година владавине Пакор II, неки извори говоре Вологас II. Могуће да је Пакор био брат Вологаса I, али му је највероватније био син. Вологас II је свакако син Вологаса I. У сваком случају, Пакор II и Вологас II су дошли у сукоб око власти у коме је победио Пакор. Убрзо се појавио као узурпатор још један син Вологаса I, Артабан III, али је и његова побуна била угушена. У 2. веку Партијом је владао Хозроје I, за кога се зна да је био Пакоров брат, према томе и још један могући син Вологаса I.

## Галерија
- Тиридат I, Вологасов брат, јерменски краљ и вероватно најважнија личност шаханшахове спољне пилитике. Слика статуе у парку Версајског дворца, дело Паноса Терлемезјана.
- Приказ војних операција у римско-партском сукобу око Јерменије (58-60). Црвеном бојом приказано кретање римске војске, наранџастом Тиридатове, а плавом Вологасове војске.
- Сребрна тетрадрахма Вологаса I искована 51./52. године у Селеукији. На реверсу Вологас прима венац од богиње која држи скиптар. Око њих је титулатура партских владара.
- Драхма Вологаса I. На аверсу је шаханшах, а реверсу је седећи стрелац и титулатура.